# Гвиштиби
Гвиштиби (груз. გვიშტიბი) — село в Грузии, на территории Цхалтубского муниципалитета края (мхаре) Имеретия.

## География
Село находится в западной части Грузии, на правом берегу реки Цхалтубосцкали, у юго-западной окраины города Цхалтубо, административного центра муниципалитета. Абсолютная высота — 116 метров над уровнем моря.

## Население
По результатам официальной переписи населения 2014 года, в Гвиштиби проживало 1249 человек (614 мужчин и 635 женщин). В национальной структуре населения грузины составляли 99,8 %, абхазы – 0,1 %, русские – 0,1 %.
| Год  | Население, человек |
| ---- | ------------------ |
| 2002 | 1520               |
| 2014 | ↘ 1249             |